# PYCR3
PYCR3 (англ. Pyrroline-5-carboxylate reductase 3) – білок, який кодується однойменним геном, розташованим у людей на 8-й хромосомі. Довжина поліпептидного ланцюга білка становить 274 амінокислот, а молекулярна маса — 28 663.
| 10         |  | 20         |  | 30         |  | 40         |  | 50         |
| ---------- |  | ---------- |  | ---------- |  | ---------- |  | ---------- |
| MAAAEPSPRR |  | VGFVGAGRMA |  | GAIAQGLIRA |  | GKVEAQHILA |  | SAPTDRNLCH |
| FQALGCRTTH |  | SNQEVLQSCL |  | LVIFATKPHV |  | LPAVLAEVAP |  | VVTTEHILVS |
| VAAGVSLSTL |  | EELLPPNTRV |  | LRVLPNLPCV |  | VQEGAIVMAR |  | GRHVGSSETK |
| LLQHLLEACG |  | RCEEVPEAYV |  | DIHTGLSGSG |  | VAFVCAFSEA |  | LAEGAVKMGM |
| PSSLAHRIAA |  | QTLLGTAKML |  | LHEGQHPAQL |  | RSDVCTPGGT |  | TIYGLHALEQ |
| GGLRAATMSA |  | VEAATCRAKE |  | LSRK       |  |            |  |            |

A: Аланін

C: Цистеїн

D: Аспарагінова кислота

E: Глутамінова кислота

F: Фенілаланін

G: Гліцин

H: Гістидин

I: Ізолейцин

K: Лізин

L: Лейцин

M: Метіонін

N: Аспарагін

P: Пролін

Q: Глутамін

R: Аргінін

S: Серин

T: Треонін

V: Валін

Кодований геном білок за функцією належить до оксидоредуктаз. 
Задіяний у таких біологічних процесах, як біосинтез амінокислот, біосинтез проліну, ацетилювання, альтернативний сплайсинг. 
Білок має сайт для зв'язування з НАДФ. 
Локалізований у цитоплазмі.